# マグロウヒル・エデュケーション
マグロウヒル・エデュケーション（McGraw-Hill Education）は、アメリカ合衆国の教育サービス・出版の企業である。アメリカにおける教育出版社の「ビッグ3」のうちの1社であり、就学前教育から大学院教育まで、カスタマイズされた教育コンテンツ、ソフトウェア、サービスを提供している。同社はまた、医療、ビジネス、工学の専門家向けの書籍や専門雑誌の出版も行っている。現在28カ国で事業を展開しており、全世界で5,000人以上の従業員を擁し、135カ国以上で60以上の言語で製品やサービスを提供している。
元はマグロウヒル・カンパニーの教育・出版部門で、2013年3月にアポロ・グローバル・マネジメントに24億ドルで買収され、マグロウヒル・エデュケーションとなった。これによりマグロウヒル・カンパニーは金融サービス業のみとなり、マグロウヒル・ファイナンシャルを経て、S&P グローバルに改称した。
教室におけるITの需要の高まりを受けて、マグロウヒル社はそれまでの出版業に加えてデジタル製品の提供を開始した。このシフトは近年加速しており、教室での授業を生徒と教師の一対一のインタラクションに近づけるためのアダプティブラーニングシステムの開発に力を入れるようになっている。これは、各学生のスキルレベルを評価し、データを使用して各学生にどのように授業すれば最も効果的に進めることができるかを判断する、パーソナライズされた学習を可能にするシステムである。

## 歴史
1888年にジェームス・マグロウがAmerican Journal of Railway Appliancesを買収したのがマグロウヒル社の始まりである。マグロウはその後も出版物を増やし続け、1899年にマグロウ出版社(The McGraw Publishing Company)を設立した。もう1人の創設者であるジョン・A・ヒルは、技術書や専門書を制作しており、1902年に自身の企業であるヒル出版社(The Hill Publishing Company)を設立した。
1909年、2人は業務提携に合意し、両社の出版部門を統合してマグロウヒル・ブック社(The McGraw-Hill Book Company)とした。ヒルが社長、マグロウが副社長に就任した。1917年には、各人の会社の残りの事業をマグロウヒル・ブック社に統合し、マグロウヒル出版社(The McGraw-Hill Publishing Company, Inc.)とした 。
1946年、マグロウヒル社は教育映画部門を設立した。1972年にContemporary Films、1975年にCRMを買収した。マグロウヒル社は1978年に自社の映画部門をCRM部門に統合し、1987年に売却した。
1979年、マグロウヒル社は、コンピュータ雑誌『バイト』をオーナー兼出版者のヴァージニア・ウィリアムソンから買収し、その後ウィリアムソンが副社長に就任した。1986年、マグロウヒル社は、当時全米最大の教育教材出版社であった競合会社のThe Economy Companyを買収した。この買収により、マグロウヒル社は米国最大の教育出版社となった。
1995年にマグロウヒル・カンパニーズ(The McGraw-Hill Companies)に改称した。
2009年12月、経済雑誌『ビジネスウィーク』をブルームバーグに売却した。
2011年10月3日、E・W・スクリップス・カンパニーがマグロウヒル社の放送部門であるマグロウヒル・ブロードキャスティング(McGraw-Hill Broadcasting)が所有する7つのテレビ局すべてを2億1200万ドルで買収すると発表した。この買収は、マグロウヒル社が放送部門から撤退し、出版部門を含む他のコア資産に集中することを決定した結果である。この買収は、10月31日に連邦取引委員会(FTC)によって、11月29日に連邦通信委員会(FCC)によって承認された。この買収は2011年12月30日に完了した。
2012年11月26日、マグロウヒル・カンパニーズは、教育・出版部門全体をアポロ・グローバル・マネジメントに25億ドルで売却すると発表した。2013年3月22日、マグロウヒル・カンパニーズは、売却を完了したと発表した。売却代金は現金で24億ドルだった。
2019年5月1日、センゲージラーニングとの合併合意を発表し、合併後の企業名はマグロウヒルを維持する見込みであるとした。2020年5月1日に合併は中止された。

## 組織
マグロウヒルの事業セグメントは以下の通りである。
- McGraw-Hill PreK-12は、幼児教育、K-12学習者、成人教育のためのカリキュラムとコンテンツを開発している。
- McGraw-Hill Higher Edは、第3期の教育に焦点を当てている。
- McGraw-Hill Professionalは、大学院教育や専門学習者に焦点を当てている。
- McGraw-Hill Internationalは、米国外の学習者や専門家に焦点を当てている。

また、マグロウヒルはアジア、オーストラリア、カナダ（McGraw Hill Ryersonとして）、ヨーロッパ、インド、ラテンアメリカ（McGraw-Hill Interamericanaとして）にも法人が設立されている。
2013年、マグロウヒル・エデュケーションは、インドのタタ・グループとの長年の合弁会社であるTata McGraw-Hill Education Private Limitedの全株式を取得した。現在はインドでもマグロウヒルと呼ばれている。

## 買収
その歴史の中で、マクグロウヒル・カンパニーは、出版業界だけでなく、金融サービス（1966年のスタンダード&プアーズの買収）や放送（1972年のタイムライフ・ブロードキャスティングの買収）など、他の分野への買収によっても大きく拡大してきた。これらの買収事業の多くは、2013年にアポロ・グローバル・マネジメントに買収された後も、マグロウヒルに留まっている。
| 買収年   | 被買収企業 | 事業                         |
| -------- | --- | ---------------------------- |
| 1920年   | Newton Falls Paper Company | -                            |
| 1928年   | A.W. Shaw Company | 雑誌と教科書の出版           |
| 1950年代 | Gregg Company | 職業訓練用教科書の出版       |
| 1953年   | Companies of Warren C Platts（プラッツ社を含む） | 石油業界情報の出版           |
| 1954年   | Blakiston（ダブルデイより） | 医学教科書の出版             |
| 1961年   | F.W. Dodge Corporation | 建設業界情報の出版           |
| 1965年   | California Test Bureau | 教育用試験システムの開発     |
| 1966年   | Standard & Poor's | 金融サービス                 |
| 1966年   | Shepard's Citations | 法律関係の出版               |
| 1968年   | National Radio Institute | 通信教育学校                 |
| 1970年   | Ryerson Press | 教育・業界情報の出版         |
| 1972年   | Time Life Broadcastingのテレビ局 | 放送                         |
| 1986年   | The Economy Company | 教育出版                     |
| 1988年   | Random House Schools and Colleges | 教育出版                     |
| 1993年   | Macmillan/McGraw-Hill School Publishing Company including Glencoe and SRA | 教育出版                     |
| 1996年   | Times Mirror Higher Education including William C Brown, Richard D Irwin, Irwin Professional, Mosby College and Brown & Benchmark                                                         | 教育出版                     |
| 1997年   | Micropal Group Limited | 金融サービス                 |
| 1999年   | Appleton & Lange（ピアソンより） | 医療情報の出版               |
| 2000年   | Tribune Education, including NTC/Contemporary, Everyday Learning/Creative, Instructional Fair, Landoll, The Wright Group. American Education Publishing, Meeks Heit & Peter Bedrick Books | 補助教材の出版               |
| 2000年   | Mayfield Publishing Company | 人文・社会科学の教科書の出版 |
| 2002年   | Open University Press | 大学出版                     |
| 2005年   | J.D. Power & Associates | 市場調査                     |
| 2013年   | Key Curriculum | Math technology firm         |
| 2013年   | ALEKS | アダプティブ・ラーニング     |
| 2014年   | Area9 Aps | アダプティブ・ラーニング     |
| 2014年   | Engrade | 学習管理システム             |
| 2016年   | Redbird Advanced Learning, formerly Education Program for Gifted Youth | アダプティブ・ラーニング     |

## 歴代社長
- John A. Hill (1909-1917)
- James H. McGraw (1917–1928)
- Johnathan Heflin (1928–1948)
- James McGraw, Jr. (1948–1950)
- Curtis W. McGraw (1950–1953)
- Donald C. McGraw (1953–1968)
- Shelton Fisher (1968–1974)
- Harold McGraw, Jr. (1974–1983)
- Joseph Dionne (1983–1998)
- Harold W. McGraw III (1998–2013)
- Buzz Waterhouse (2013–2014)
- David Levin (2014–2017)
- Buzz Waterhouse (2017–2018)
- Dr. Nana Banerjee (2018–2019)
- Simon Allen (2019-)